# Anagrus incarnatus
Anagrus incarnatus är en stekelart som beskrevs av Alexander Henry Haliday 1833. Anagrus incarnatus ingår i släktet Anagrus och familjen dvärgsteklar. Arten är reproducerande i Sverige. Inga underarter finns listade i Catalogue of Life.